# Семнан (космодром)
Космодром Семна́н — іранський ракетний полігон. Має пускову установку для ракет-носіїв легкого класу. Розташований у пустелі Деште-Кевір, в остані Семнан, неподалік від однойменного міста на півночі Ірану.
З космодрому Семнан був здійснений перший вдалий космічний пуск в Ірані: 2 лютого 2009 року ракетою-носієм «Сафір» був виведений на орбіту супутник «Омід». Також і наступні апарати запускались і плануються до запуску з цього космодрому.